# Kerber
Pour les articles homonymes, voir Kerber (homonymie).
Kerber est un groupe de musique hard rock originaire de Serbie et fondé en 1981, et actuellement encore en activité.

## Discographie

### Albums studio
- Nebo je malo za sve (1983)
- Ratne igre (1984)
- Seobe (1986)
- Ljudi i bogovi (1988)
- Peta strana sveta (1990)
- Zapis (1996)

### Albums live
- 121288 (1989)
- Unplugged (1999)

### Compilations
- Antologija 1983 - 1998 I (1998)
- Antologija 1983 - 1998 II (1998)
- Sabrana dela (2009)

### Lien et document externe
- Site officiel du groupe